# Stanislav Vlček (politik)
Stanislav Vlček (24. února 1912 – ???) byl český a československý politik Komunistické strany Československa a poúnorový poslanec Národního shromáždění ČSSR.

## Biografie
Ve volbách roku 1960 byl zvolen za KSČ do Národního shromáždění ČSSR za Severočeský kraj. Mandát obhájil ve volbách v roce 1964, ale krátce nato rezignoval. Ve volebním obvodu Ústí nad Labem-jih se po jeho rezignaci vypisovaly doplňovací volby (zvolen Josef Jenka, který složil slib již v prosinci 1964).
Stanislava Vlčka zvolil 11. sjezd KSČ za kandidáta Ústředního výboru Komunistické strany Československa. 12. sjezd KSČ ho zvolil členem ÚV KSČ. Z ÚV KSČ byl vyloučen 22. října 1964.